# Кюнхакль, Эрих
Э́рих Кю́нхакль (нем. Erich Kühnhackl, родился 17 октября 1950 в Цитице) — немецкий хоккеист и хоккейный тренер, игравший на позиции нападающего. Один из самых результативных игроков чемпионата Германии и сборной Германии по хоккею, бронзовый призёр Олимпийских игр 1976 года в Инсбруке.

## Карьера игрока

### Клубная
Выступал в немецких командах «Ландсхут» и «Кёльнер Хайе», а также в швейцарском клубе «Ольтен». Один из самых результативных игроков Германии: всего сыграл 774 матча в Бундеслиге, набрав 1431 очко (724 шайбы и 707 голевых передач) и заработав 1110 штрафных минут.

### В сборной

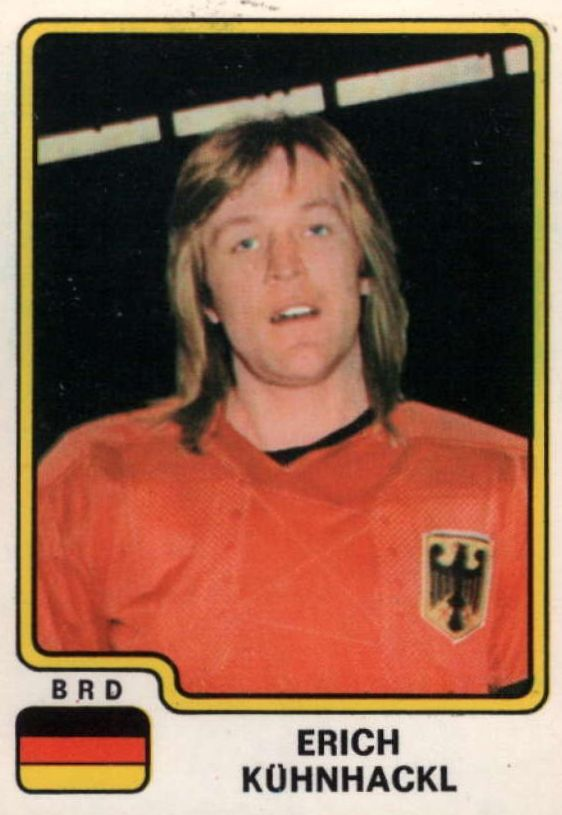
В форме сборной ФРГ, 1979

В сборной провёл 211 матчей и забросил 131 шайбу. В его активе участие в трёх Олимпийских играх и 10 чемпионатах мира. На Олимпиаде 1976 года в Инсбруке Кюнхакль сенсационно принёс своей стране бронзовые награды: в матче последнего тура Германия должна была выигрывать с разницей в три шайбы у сборной США, чтобы завоевать бронзовую медаль, и Кюнхакль забросил четыре шайбы, принеся своей стране победу 4:1. На Олимпиаде 1984 года в Сараево набрал 14 очков и стал самым результативным хоккеистом турнира (8 голов и 6 голевых передач).

## Карьера функционера
Работал тренером в различных немецких клубах, с 1990 по 1992 годы возглавлял сборную Германии вместе с чехословацким специалистом Ладиславом Олейником. Ныне является спортивным директором клуба «Франкфурт Лайонс», ранее игравшего в Немецкой хоккейной лиге, но из-за финансового кризиса перешедшего в Региональную лигу.

## Достижения

### Клубные
- Чемпион ФРГ: 1969/70 (Ландсхут), 1976/77, 1978/79 (Кёльнер Хайе), 1982/83 (Ландсхут)
- Приз Густава Янеке (лучший бомбардир по очкам): 1973/74, 1976/77, 1977/78, 1978/79, 1979/80, 1982/83, 1983/84
- Приз Фрица Пойча (лучший бомбардир по шайбам): 1973/74, 1979/80
- Приз Ксавье Унзинна (лучший ассистент): 1973/74, 1977/78, 1982/83, 1983/84
- Игрок сборной всех звёзд Бундеслиги: 1976/77, 1977/78, 1978/79, 1979/80, 1981/82, 1982/83, 1983/84

### В сборной
- Лучший бомбардир на чемпионате мира 1978 по очкам (15 очков)
- Бронзовый призёр Олимпийских игр 1976 года

### Личные
- Игрок года в Германии: 1978, 1980, 1983
- Величайший хоккеист Германии XX века (получил звание в 2000 году)
- Член Зала славы ИИХФ с 1997 года

## Личная жизнь
По происхождению чешский немец, уехал из страны после ввода советских войск в Чехословакию в 1968 году. Женат, есть трое детей (один из них, Том, был задрафтован клубом НХЛ «Питтсбург Пингвинз» в 2010 году и выиграл Кубок Стэнли в 2016 и 2017 годах).